# Mecometopus sulphurosus
Mecometopus sulphurosus är en skalbaggsart som beskrevs av Di Iorio 2006. Mecometopus sulphurosus ingår i släktet Mecometopus och familjen långhorningar. Inga underarter finns listade i Catalogue of Life.